# Túnel 3/4 (Rodovia dos Tamoios)
O Túnel 3/4, denominado Túnel Antônio de Queiroz Galvão, é um túnel rodoviário localizado na Serra do Mar, no município de Caraguatatuba, no estado de São Paulo, que juntamente com outros três túneis, compõe o novo trecho de serra da Rodovia dos Tamoios. Com 5.555 metros de extensão, é o túnel rodoviário mais extenso do Brasil, que permite uma ligação mais rápida entre o Litoral Norte do estado e o Vale do Paraíba.
Foi inaugurado em 26 de março de 2022, após quatro anos de escavações, com média de 1.250 m por ano, sendo construído pela Concessionária Tamoios, pertencente ao grupo Queiroz Galvão, que assumiu a rodovia em 18 de abril de 2015 e ficou responsável pela continuidade da duplicação da rodovia, iniciada pela DERSA no trecho de planalto.
O túnel foi designado como "3/4" devido à alteração do projeto inicial que previa a construção de dois túneis distintos: 3 e 4, que foram incorporados em um só túnel.

## História
O projeto original elaborado pela DERSA previa a construção de cinco túneis no trecho de serra da Rodovia dos Tamoios e os túneis 3 e 4 possuiriam 3230 m e 2285 m de extensão, respectivamente, separados por um viaduto. No entanto, os emboques dos túneis estariam localizados em um vale de difícil acesso e geraria um grande impacto ambiental na região. O projeto foi alterado, rebaixando o nível da construção, integrando assim os túneis 3 e 4 em um único túnel.
Em 28 de abril de 2016, teve início a construção do primeiro túnel do novo complexo viário (Túnel 5), em um evento com o então governador Geraldo Alckmin, que realizou a detonação de rochas iniciando a abertura do túnel.
O Túnel 3/4 foi escavado pelo método NATM (New Austrian Tunnelling Method) e foi totalmente perfurado em 19 de julho de 2021.
Em março de 2023, o governador Tarcísio de Freitas sancionou a Lei nº 17.648, denominando  "Túnel Antônio de Queiroz Galvão", em homenagem ao engenheiro fundador do Grupo Queiroz Galvão S/A.

## Características

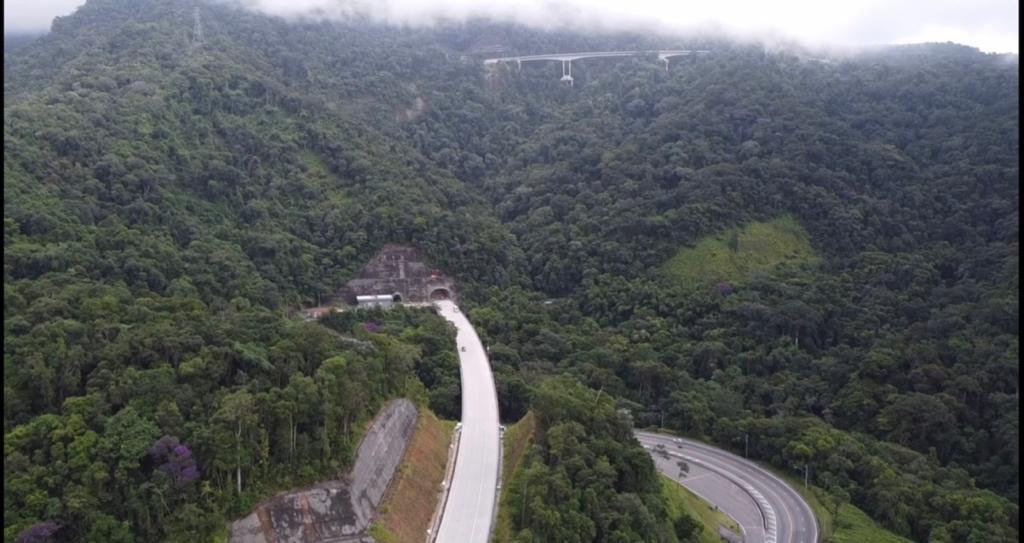
O emboque sul do túnel no centro da imagem. No viaduto acima, fica o seu emboque norte. Isso evidencia seu formato de ferradura.

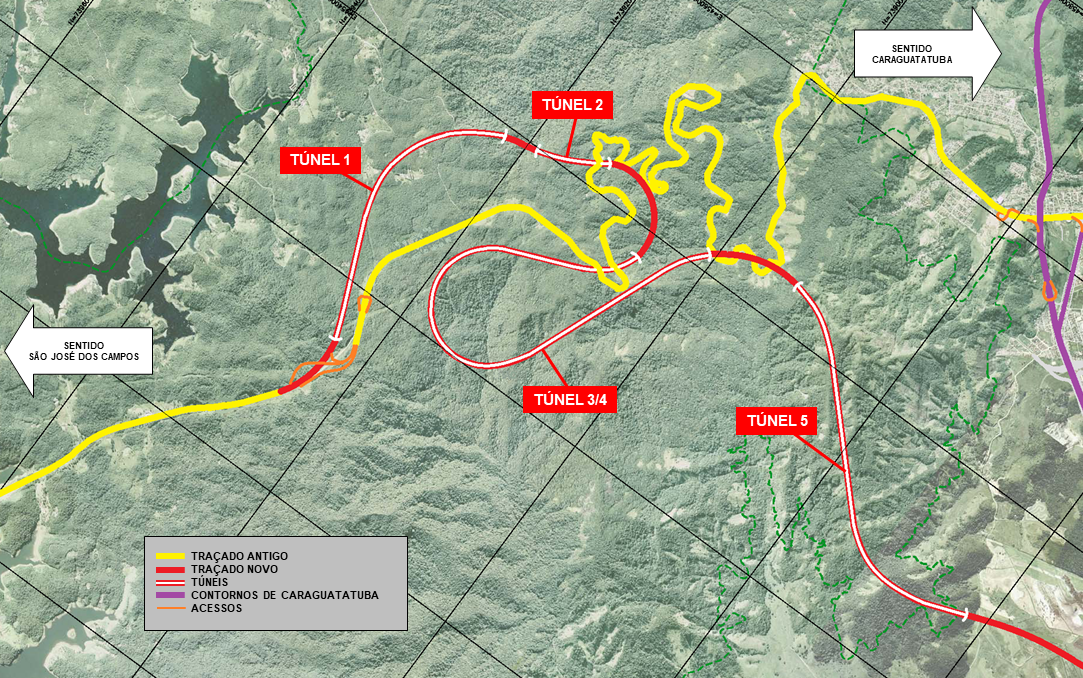
Túneis do trecho de serra da Rodovia dos Tamoios

O túnel possui um formato de ferradura e une dois importantes viadutos do novo trecho de serra, com entrada no km 75 + 768 m e saída no km 70 + 213 m, possuindo um desnível de aproximadamente 250 m entre os emboques.
Possui um túnel de serviço paralelo ao principal que é interligado por saídas de emergência localizadas a cada 200/250 metros, além de ponto de apoio a cada 60 metros, com mangueiras de incêndio, hidrante, telefone com botão de emergência para comunicação direta com o Centro de Controle Operacional (CCO) da rodovia e extintor de incêndio portátil (pó químico).
O comprimento do túnel obrigou a construção de um complexo e diferenciado sistema de ventilação composto por poderosos exaustores localizados em uma galeria que possui a mesma dimensão do túnel principal. O sistema é ativado de forma automática, através de sensores de que medem a concentração de dióxido de nitrogênio (NO2) e monóxido de carbono (CO). Os sensores também indicam uma eventual perda de visibilidade.
A iluminação no interior do túnel foi projetada para variar conforme a iluminação natural, possibilitando adaptação gradual para os olhos do motorista ao entrar e sair do túnel. Quanto maior for intensidade da luz no lado de fora dos túneis, maior será a iluminação na entrada. Da mesma forma, a iluminação na saída obedece ao mesmo critério.
O túnel é equipado com câmeras de detecção automática de incidentes, que identificam qualquer veículo que circula com velocidade baixa, além de pedestres, ciclistas e objetos na pista. A detecção gera um alerta automático de emergência para o Centro de Controle Operacional (CCO) da rodovia, possibilitando uma resposta rápida para esses eventos atípicos e inseguros.
A pista utilizada no túnel é composta por duas faixas de rolamento e acostamento, e serve como subida da serra (sentido São José dos Campos).

## Ligações Externas
- Concessionária Tamoios